# Catherine Ikam
 (mars 2016).
Catherine Ikam est une artiste plasticienne française, née en 1945,. Elle est considérée comme une des artistes précurseurs dans le domaine de la vidéo et de l'image virtuelle. Elle explore le concept de l’identité à l’âge électronique dans le domaine des nouveaux médias et de l’art numérique, et plus particulièrement les thèmes de l’identité et de l’apparence. Elle examine les relations et interactions parmi et entre le vivant et l'artificiel, l'humain et le modèle virtuel. Depuis 1990, elle collabore avec Louis Fléri.

## Biographie
Depuis les années 1980, Ikam travaille sur les personnages et identités qui composent la société à travers des médias numériques. Au musée national d’art moderne du Centre Georges-Pompidou, elle façonne en 1980 un tour qui traite de l’identité en suivant des accidents de la représentation de soi. Avec les sculptures Fragments d’un archétype et Identité III, elle introduit la fragmentation dans les installations vidéo. Dans son texte "Video cryptography", Nam June Paik écrit :
"Catherine Ikam fait une première historique [en introduisant] l'alliance de l'art vidéo et de l'art cryptographique. On se voit fragmenté et magnifié au travers diverses unités d'entrée et sortie (input-output) plus connu sous le terme de caméra et d'écran" (catalogue Catherine Ikam, Centre Georges Pompidou, 1980)[pas clair]
Ikam a été une Research Fellow (en) au Massachusetts Institute of Technology (1985), auteure-productrice de programmes sur Antenne 2 consacrés aux nouvelles technologies et auteure avec Tod Machover d’un opéra vidéo Valis, à partir du roman de Philip K. Dick, coproduit par l’IRCAM et le musée national d’art moderne pour le 10e anniversaire du Centre Georges Pompidou. À cette occasion, elle rencontre Louis Fléri (producteur de l'opéra vidéo Valis), qui depuis collabore avec elle pour produire et réaliser des œuvres de réalité virtuelle et des dispositifs numériques interactifs.
"Le travail de Catherine Ikam m'intéresse, parce qu'il n'est pas dans la représentation mais dans la présentation. Elle ne fait pas de la figuration mais de la transfiguration, voire de la transsubstanciation." Paul Virilio, dans le magazine Art Press n°185 (novembre 93)
Elle a été artiste invitée au Banff Centre (en) au Canada (1998), à l'Ars Electronica Center à Linz (2000) et au Studio national des arts contemporains de Tourcoing pour l’année 2005/2006, où elle a réalisé Digital Diaries. Elle a été l'invitée d'honneur du Opline Prize pour l'art contemporain pour l'année 2014. Elle est promue officier des Arts et Lettres en janvier 2010.
Une rétrospective lui a été consacrée par la Maison européenne de la photographie à Paris en 2007. Elle est l'invitée du Centre des arts d'Enghien-les-Bains dans le Val-d'Oise en septembre 2016[réf. nécessaire].

## Œuvres
- Fragments d'un archétype (1980), Centre Georges Pompidou, Paris
- Identité III (1980), Centre Georges Pompidou, Paris
- Valis (1986), Centre Georges Pompidou, Paris
- L'Autre (1992), Fondation Cartier, Paris
- Elle (1999), Maison Européenne de la Photographie, Paris
- Oscar (2005), Musée d'art moderne Shanghai
- Digital Diaries (2006), Studio National des arts contemporains du Fresnoy, Tourcoing[6]
- Deep Kiss (2007)
- Faces (2014)[4]

## Expositions depuis 2010
- 2016 - Point Cloud Portraits, exposition personnelle, Centre des arts d'Enghien-les-Bains, Val d'OIse
- 2015 - 3e Festival Vidéoformes, Clermont-Ferrand

- 2014 - Unpainted Faces, Galerie DX, Bordeaux, "Le Festival des bains numériques", Enghien-les-Bains, Val d'Oise, "Variations" Media/ArtFair, Paris, "Traces numériques " Chartreuse de Valbonne, Gard, "Nuit blanche", VideoArte, Palais de Tokyo, Paris, "Fotorio", Banque nationale du Brésil, Rio de Janeiro
- 2013 - "50 d'art vidéo", Friche de la Belle de mai Marseille, "Show Off", Espace Pierre Cardin, Paris

- 2012 - Nostalgy as an Extended Feedback, Nam June Paik Center, Séoul

## Monographies
- Catherine Ikam, Musée national d’art moderne, Éditions Centre Georges Pompidou, 1980.
- Catherine Ikam, Pierre Restany, Maeght Éditeur, 1991
- Portraits, réel/virtuel, textes de Paul Virilio et Jean-Paul Fargier, Maison européenne de la photographie, 1999
- Digital Dairies, Paul Ardenne, Maison européenne de la photographie, éditions Monographic, 2007[4]
- Catherine Ikam, Dominique Roland, Alexia Guggémos, Dominique Moulon, Jean-Paul Fargier, Nam June Paik, Paul Virilio, éditions Les Presses du Réel 2016  (ISBN 978-2-916639-40-6)

## Décorations
- Chevalier de la Légion d'honneur 14 juillet 2019[7].
- Officier de l'ordre des Arts et des Lettres (2010)[8]